# Christoph Luybl
Christoph Luybl (geb. vor 1769; gest. nach 1800) war ein deutscher Kunstschreiner der Rokoko-Zeit, wohnhaft in Nabburg.
1669 war er gemeinsam mit Adam Friedrich Croneiss, der ebenfalls aus Nabburg stammte, an der Herstellung von Altar und Kanzel in der Kirche in Oberpfreimd beschäftigt. Er arbeitete teilweise mit seinem Bruder, dem Schreinermeister und Laubschneider Johann Michael Luybl zusammen, der in Bruck in der Oberpfalz beheimatet war. Gemeinsam schufen sie um das Jahr 1770 eine Kanzel, einen Pflegerstuhl im Chor und drei Altäre für die katholische Pfarrkirche St. Pankratius in Roding. Weitere Werke von ihm befinden sich in der Pfarrkirche in Pfreimd; in der Pfarrkirche St. Vitus in Neunaigen (Kanzel), Untereich (Altar 1788) und Altendorf (Hochaltar) 1778.